# Abdul Ayoola
Abdul Ayoola (Nigeria, 1º febbraio 1965) è un attore nigeriano.

## Filmografia

### Cinema
- Steel Toos, regia di David Gow e Mark Adam (2007)
- Death Race, regia di Paul W. S. Anderson (2008)
- Who Is KK Downey?, regia di Pat Kiely e Darren Curtis (2008)
- Die, regia di Dominic James (2010)
- Immortals, regia di Tarsem Singh (2011)
- Cosmopolis, regia di David Cronenberg (2012)
- Warm Bodies, regia di Jonathan Levine (2013)
- Brick Mansions, regia di Camille Delamarre (2014)
- Les Maîtres du suspense, regia di Stéphane Lapointe (2014)
- Turbo Kid, regia di Anouk Whissell, Yoann-Karl Whissell e François Simard (2015)
- Arrival, regia di Denis Villeneuve (2016)

### Televisione
- E. R. - Medici in prima linea - serie tv , 2 episodi (2003)
- The Last Casino - telefilm (2004)
- Alla Corte di Alice - serie TV, episodio 2x03 (2005)
- Un tueur si proche - serie TV documentario, episodio 2x04 (2005)
- Passioni pericolose - telefilm (2006)
- Doppia vita, doppia morte - telefilm (2006)
- Apocalypse - L'apocalisse - miniserie TV, 2 episodi (2006)
- Doppia trappola - telefilm (2007)
- Disegno di un omicidio - telefilm (2007)
- I ricordi di Eve - telefilm (2009)
- The Foundation - serie TV, 2 episodi (2009)
- Fakers - telefilm (2010)
- Blue Mountain State - serie TV, episodio 1x04 (2010)
- Vincere Insieme - telefilm (2010)
- Look Again - cortometraggio (2011)

### Doppiatore
- Far Cry 2